# OGLE-2005-BLG-169L b
OGLE-2005-BLG-169L b est une exoplanète découverte le 10 mars 2006 par microlentille gravitationnelle.
Si on se base sur une masse probable de 0,49 masses solaires de l'étoile-mère OGLE-2005-BLG-169L, la masse de la planète est égale à 13 fois celle de la Terre. Sa masse et sa température estimée seraient alors proches de celles d'Uranus : OGLE-2005-BLG-169L b serait une géante gazeuse glacée, dite de type Neptune froid, ou une Super-Terre, un objet massif possédant une surface solide.